# Шаростержневая модель

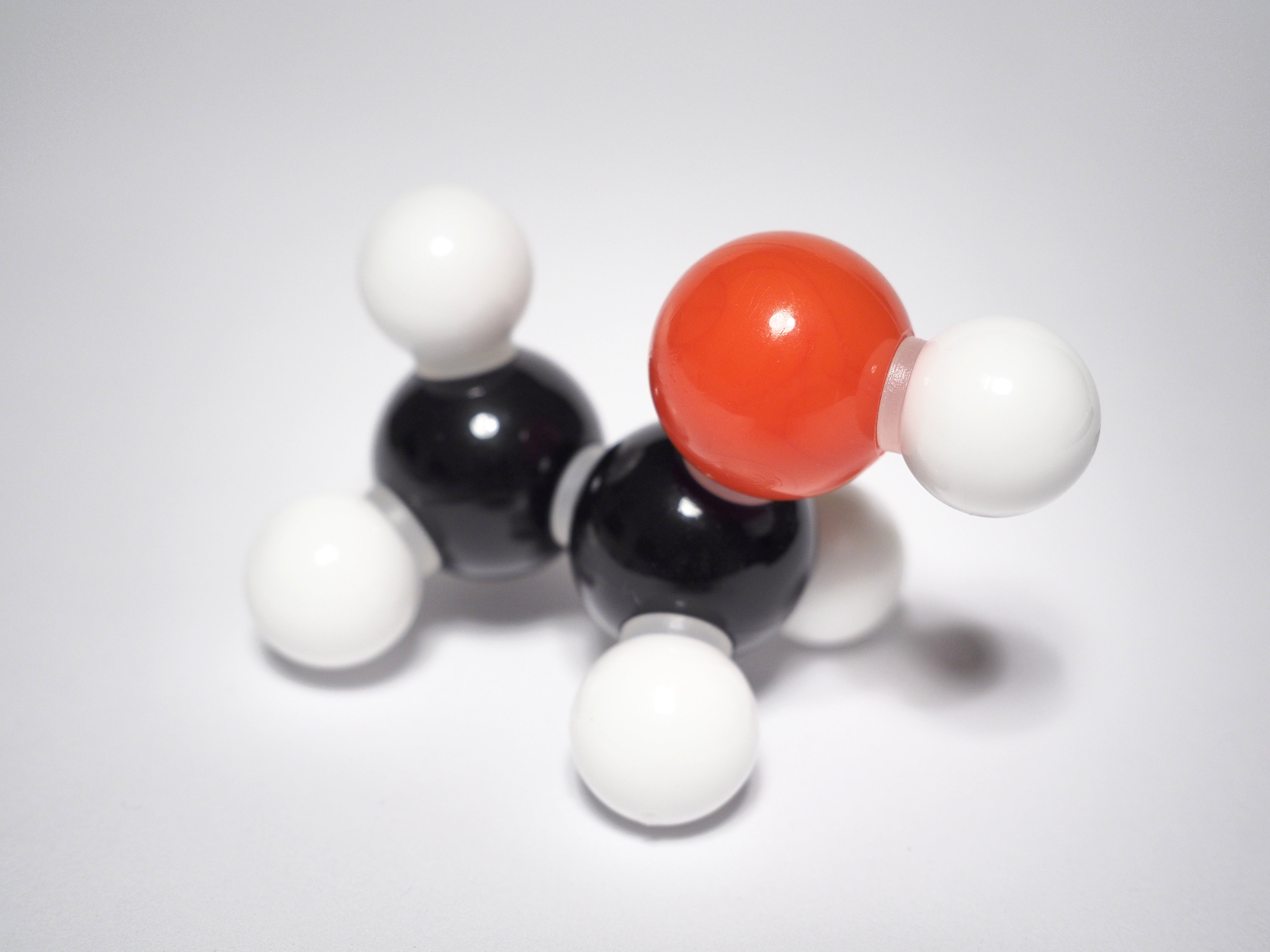
Шаростержневая модель этанола

Шаростержневая модель — это пространственная модель молекулы, отображающая трёхмерное положение атомов, изображаемых в виде сфер (шаров), и связей между ними в виде стержней (палочек). Такие модели используются для наглядного представления трёхмерной структуры молекул, что способствует глубокому пониманию химической геометрии и пространственного расположения атомов.
Атомам разных веществ соответствуют разные цвета, чаще всего согласно цветовой схеме моделей Кори — Полинга — Колтуна. Например, черный цвет обычно используется для обозначения углерода, а белый — для обозначения водорода. Двойные или тройные связи изображаются двумя или тремя изогнутыми стержнями.

Компьютерная шаростержневая модель циклогексана

Также существуют различные программные инструменты, позволяющие создавать такие модели виртуально.

## История
Шаростержневые модели возникли в XIX веке в ходе развития структурной теории органической химии. Первые попытки отображения молекулярной структуры были двухмерными и использовали различные способы группировки атомов, однако они не давали представления о реальной геометрии молекул.
В 1861 году Йозеф Лошмидт создал графическое изображение 368 молекулярных структур, включая первую корректную модель бензола, где атомы углерода были равномерно расположены в кольце. Его работы включали также модели циклопропана, винильной и аллильной групп. Эти изображения отражали относительные размеры атомов и длины связей.

### Возникновение физических моделей

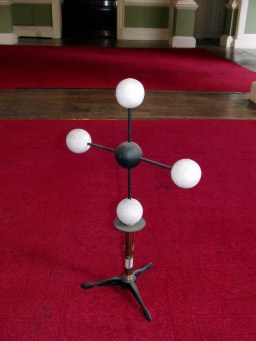
Модель метана, созданная Августом Вильгельмом Гофманом

Первая зарегистрированная физическая молекулярная модель была представлена в 1865 году Августом Вильгельмом Гофманом. Он соединил несколько крокетных шаров палочками, чтобы объяснить структуру таких молекул, как метан, этан и метилхлорид. Именно он заложил основу цветового кодирования атомов.
В 1865 году двухмерные нарисованные аналоги шаростержневых моделей начали применять химики Крум-Браун и Эдвард Франкленд. Однако лишь к 1874 году Якоб Вант-Гофф и Жозеф Лебель предложили, что углеродные соединения обладают тетраэдрической геометрией, что стало важнейшим шагом в понимании пространственного строения молекул.

### Развитие концепции молекулярного моделирования
В XX веке развитие физики и химии привело к возникновению новых методов описания молекулярных структур. В 1946 году начались первые попытки количественного молекулярного моделирования, включавшего механические модели растяжения связей и угловых взаимодействий. Вскоре была разработана теория молекулярных силовых полей, которая заложила основу для компьютерного моделирования молекул.
В 1953 году Джеймс Уотсон и Фрэнсис Крик представили знаменитую модель структуры ДНК, ставшую одной из самых известных физических молекулярных моделей. Их работа оказала огромное влияние на дальнейшее развитие молекулярной биологии и химии.

### Современные тенденции
С развитием вычислительной техники молекулярное моделирование перешло в виртуальную плоскость. Уже в 1960-х годах начались исследования по компьютерному моделированию молекулярных структур, а в 1970-х появились первые программы для автоматизированного расчёта молекулярных геометрий. В 1990-х годах развитие графических интерфейсов позволило использовать трёхмерные визуализации, основанные на шаростержневой модели, что сделало их широко применяемыми в химии, биологии и фармацевтике.

## Применение

### В образовании
В образовательной практике шаростержневые модели позволяют учащимся визуализировать пространственное строение молекул. Это особенно важно при изучении органических соединений. Такие модели помогают глубже понять принципы формирования химических связей и стереохимические особенности молекул, включая валентные углы и динамику вращения вокруг простых связей.

## Другие модели молекул
Помимо шаростержневых моделей, для визуализации молекулярной структуры используются:
- Модель заполнения пространства, отображающая атомы с учетом их реальных размеров, что позволяет получить более точное представление о распределении электронной плотности и взаимном расположении атомов в молекуле.
- Скелетная модель. В таких моделях отображаются только химические связи между атомами, при этом сами атомы могут не изображаться явно. Это упрощает представление крупных и сложных молекул, где изображение схемы соединений важнее, чем пространственная конфигурация.